# Министерство иностранных дел КНР
Министерство иностранных дел Китайской Народной Республики (МИД КНР) — государственный внешнеполитический орган Китайской Народной Республики (КНР), ведает вопросами внешних отношений Правительства КНР с правительствами иностранных государств, а также межправительственными международными организациями.
МИД КНР входит в состав Госсовета КНР, в решениях подчинён помимо Госсовета также ВСНП и ЦК КПК.

## История
- Первым министром иностранных дел был назначен Чжоу Эньлай.
- 2 октября 1949 года СССР стал первой страной, с которой у КНР были установлены дипломатические отношения.

## Структура
Структура МИДа Китая:
- Аппарат
- Департамент по внешнеполитическому планированию
- Департамент стран Азии
- Департамент стран Западной Азии и Северной Африки
- Департамент стран Африки
- Департамент стран Европы и Центральной Азии
- Департамент стран Европы
- Департамент стран Северной Америки и Океании
- Департамент стран Латинской Америки и Карибского бассейна
- Департамент международных организаций и конференций
- Департамент по международным экономическим делам
- Департамент по контролю над вооружениями и разоружению
- Договорно-правовой Департамент
- Департамент по государственным границам и морским делам
- Департамент информации и печати
- Протокольный Департамент
- Консульский департамент (Центр консульской защиты)
- Департамент по делам Сянгана, Аомэня и Тайваня
- Служба перевода
- Департамент по управлению иностранными делами
- Отдел по вопросам внешней безопасности
- Департамент кадров
- Управление по делам кадров, ушедших на пенсию
- Административный департамент
- Финансовый департамент
- Партийный комитет (Управление парткома по делам за границей)
- Аппарат руководящей группы по инспекционной работе МИД
- Служба Архива
- Управление по бытовому обслуживанию